# 毛泽民办公室及宿舍旧址
毛泽民办公室及宿舍旧址，即毛泽民故居，是20世纪40年代，毛泽民在新疆省迪化（今乌鲁木齐市）的居住地，位于天山区明德路，现作为毛泽民故居纪念馆的一部分对外开放。
毛泽民办公室及宿舍旧址是全国重点文物保护单位、新疆维吾尔自治区革命文物。

## 建筑
毛泽民办公室及宿舍旧址位于新疆维吾尔自治区乌鲁木齐市天山区明德路，位于毛泽民故居纪念馆内，是纪念馆的主要建筑。毛泽民办公室及宿舍坐落在纪念馆北侧，建成于1940年8月，是一栋由毛泽民亲自设计的土木结构的两间半平房，建筑坐北朝南，面积大概210平方米。
在1940年到1941年7月期间，毛泽民担任新疆省财政厅代厅长时居住在这里。现在旧址房间内设根据后人的回忆复制再现了毛泽民在此居住时期的原貌。进门的半间房用来堆放杂物的杂物间，穿过杂物间就是毛泽民的卧室兼办公室，内有办公桌、书橱、方桌、椅子和单人床及一个苏式壁炉。卧室和办公室的隔壁间则是家人居住的卧室。

## 保护
1962年，毛泽民办公室及宿舍旧址以毛泽民故居之名被列为新疆维吾尔自治区重点文物保护单位。1987年，曾对毛泽民办公室及宿舍进行修缮。1996年，新疆维吾尔自治区文化厅、乌鲁木齐市文化局筹措超50万元人民币，对毛泽民故居进行重建，重建建筑与原建筑风格一致。到了21世纪，毛泽民故居纪念馆出现了一些隐患，包括屋顶漏水、地基下沉、门窗变形、家具破损等。故居附近的居民楼也使得故居入口难以寻找，2005年8月，为解决这些问题，新疆维吾尔自治区人民政府和乌鲁木齐市人民政府投资超过850万元人民币，在符合当时建筑风格与特征的要求下，对毛泽民故居纪念馆进行修缮和环境改造。
2019年10月7日，毛泽民办公室及宿舍旧址被列入第八批全国重点文物保护单位。2021年，毛泽民办公室及宿舍旧址以毛泽民故居之名被列为首批新疆维吾尔自治区革命文物名录。